# Bederite
La bederite è un minerale, ha struttura affine alla wicksite e alla grischunite.

## Etimologia
Il nome è in onore del cristallografo e mineralogista svizzero Robert Beder (1888-1930).